# Lockheed C-69 Constellation
El Lockheed C-69 Constellation fue un transporte de cuatro motores a hélice puesto en servicio militar durante la Segunda Guerra Mundial. Fue la primera versión militar del avión de línea Lockheed Constellation. Voló por primera vez en 1943, y la producción de los 22 construidos fue compartida entre las Fuerzas Aéreas del Ejército de los Estados Unidos (15) y los transportistas comerciales. La mayoría de los aviones C-69 construidos fueron más tarde convertidos en aviones comerciales civiles bajo la nueva designación L-049.

## Diseño y desarrollo

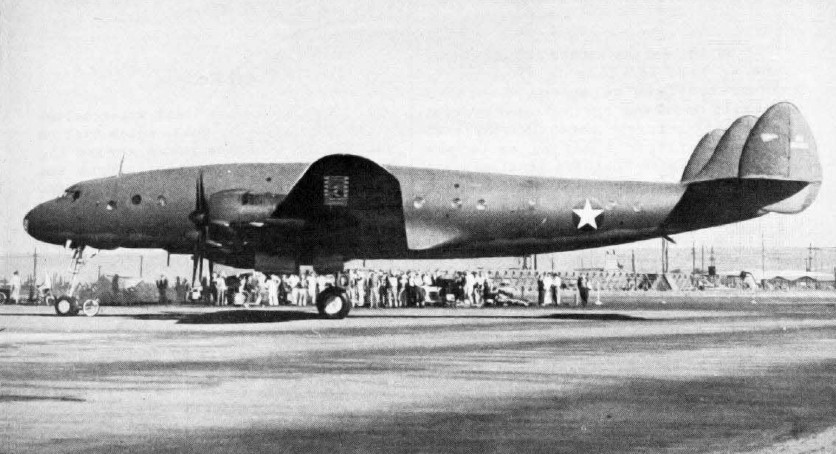
El prototipo XC-69, registrado NX25600, alrededor de 1943.

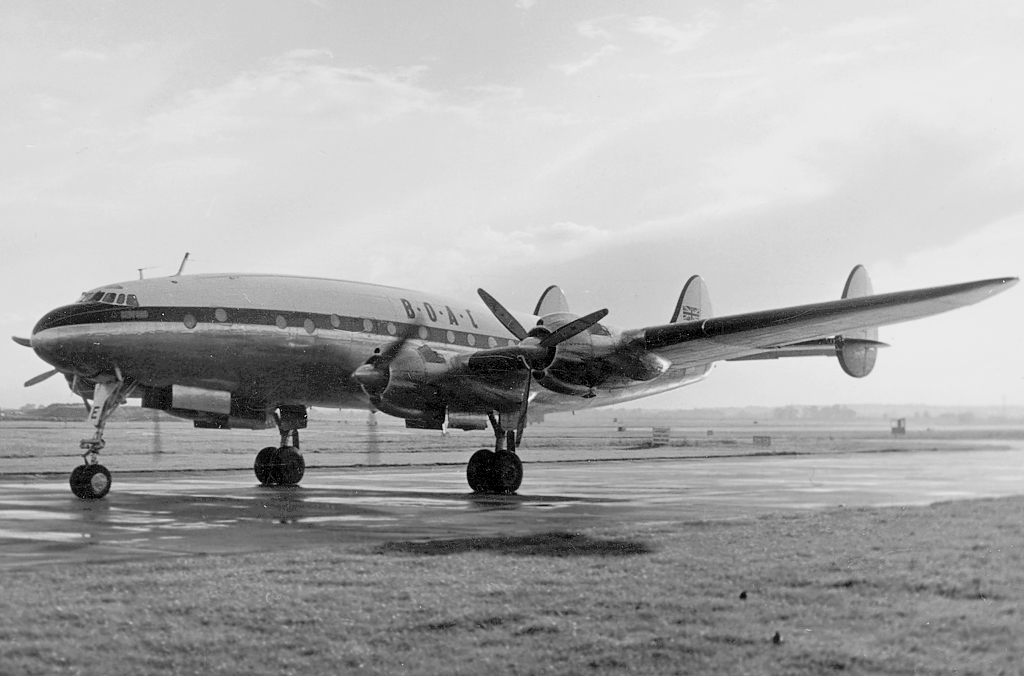
El único C-69C tras ser convertido en el civil L-049E para BOAC. En London Heathrow en 1954.

Tras el ataque a Pearl Harbor y la entrada de los Estados Unidos en la Segunda Guerra Mundial, la línea de ensamblaje de la Lockheed Aircraft Corporation fue intervenida por el Gobierno estadounidense para la producción bélica. Junto con las líneas de ensamblaje, el avión comercial Lockheed L-049 Constellation también fue requisado y redesignado C-69, e iba a ser usado como transporte de equipo y personal por las Fuerzas Aéreas del Ejército de los Estados Unidos (USAAF). En febrero de 1942, los 80 L-049/L-149 Constellation ordenados por Transcontinental & Western Air y Pan American World Airways también fueron requisados. Los 50 L-049 que ambas aerolíneas tenían ordenados fueron redesignados C-69 y C-69A, respectivamente, y usados como aviones de transporte de tropas. Los 30 aviones L-149 que Pan Am tenía ordenados fueron reemplazados por el modelo similar L-349 (siendo la única diferencia la puerta de carga en el lado derecho superior del avión y la habilidad de llevar carga) y fueron designados C-69B. Otros 180 aviones C-69B fueron ordenados, incrementando la cifra a 210. Debido a que el curso de la guerra estaba cambiando durante el verano de 1942, la necesidad de un gran transporte de tropas capaz de cruzar el Océano Atlántico o el Pacífico (volando de isla en isla) se hizo más importante. Esto ayudaría a evitar los riesgos que encaraban los convoyes en el Atlántico debido a los ataques de los submarinos alemanes. El Douglas C-54 Skymaster, planeado para realizar esas tareas, no era del todo capaz. Así que el 29 de septiembre de 1942, el Departamento de Guerra estadounidense firmó el contrato W535 AC-26610. Con este contrato, los 9 aviones L-049 en construcción para la TWA fueron comprados y 150 aviones  más C-69A y C-69B fueron ordenados, junto con las versiones de transporte C-69C (L-549) y C-69D VIP. En realidad, solo se produjo un C-69C de entre todas estas variantes. 
Casi al mismo tiempo que se tomó la decisión acerca del contrato W535 AC-26610, el prototipo XC-69 era completado y presentado en diciembre de 1942. El avión fue pintado en colores de camuflaje gris y verde oliva y la matrícula civil NX25600, además del logo de Lockheed en el morro del avión, pintado por razones promocionales; la construcción del avión en el Lockheed Engineering Experimental Shop había sido mantenida en secreto. Sin embargo, surgieron problemas con la planta motriz del avión, el Wright R-3350 Duplex-Cyclone. Se consideró la posibilidad de reemplazar los motores R-3350 por los Pratt & Whitney R-2800. Esto condujo a una nueva versión, designada XC-69E, pero el proyecto fue finalmente abandonado.
El 9 de enero de 1943, después de realizarse las últimas inspecciones por las USAAF y Lockheed, el XC-69 despegó finalmente. Para la ocasión, Lockheed había solicitado al piloto de pruebas jefe de la Boeing Aircraft Company, Edmund Allen. Allen era uno del pequeño número de pilotos que tenían experiencia con el R-3350 y era el piloto de pruebas el bombardero Boeing B-29 Superfortress, el papel para el que el R-3350 había sido desarrollado originalmente. El piloto de pruebas de Lockheed, Milo Burcham, que era conocido por haber volado el prototipo del Lockheed P-38 Lightning, actuó como copiloto durante el vuelo. Tanto Allen como Burcham tomaron los controles del avión durante toda la experiencia. Ambos diseñadores, Clarence “Kelly” Johnson y R. L. Thoren, también  estuvieron presentes en el vuelo (el último actuando como ingeniero de vuelo). El avión aterrizó en el Lago Seco Muroc (actualmente Base de la Fuerza Aérea Edwards) y realizó cuatro despegues y aterrizajes exitosos. Burcham voló el XC-69 de vuelta a Burbank en 31 minutos. En total, el XC-69 realizó seis vuelos separados, totalizando 129 minutos. Dos aviones, un Boeing B-17 Flying Fortress y un Lockheed L-18 Lodestar, actuaron como aviones  de escolta y fotografía. Tras la experiencia, Allen comentó: “¡Esta máquina trabaja tan bien que ustedes ya no me necesitan!”. Allen volvió a Boeing. Se realizó un séptimo vuelo el 18 de enero. Esta vez las puertas del tren de aterrizaje fueron instaladas en el avión, y así aquel pudo ser retraído (esto no se había hecho antes para evitar cualquier fallo del tren de aterrizaje). El 28 de julio de 1943, el XC-69 fue simbólicamente entregado a las USAAF en Las Vegas, Nevada, y se le dio el número de serie militar 43-10309. Más tarde el mismo día, el XC-69 volvió a Lockheed para realizar más pruebas. Vale la pena mencionar que el C-69 era capaz de alcanzar una mayor velocidad máxima que el caza japonés Mitsubishi A6M Zero.
Sin embargo, surgieron importantes problemas en la planta motriz R-3350 que propulsaba al C-69, cuando un avión de pruebas XB-29 se estrelló en una fábrica de Boeing. El accidente produjo la muerte de 14 trabajadores de la fábrica, Edmund Allen, y el resto de la tripulación de pruebas de Allen. La causa se debió a que uno de los motores R-3350 se incendió y quemó el ala del avión, provocando que se colapsara, lo que condenó al XB-29. Todos los aviones equipados con el R-3350, incluyendo el C-69, fueron inmovilizados en tierra hasta que concluyera la investigación del fallo del motor. La conclusión condujo a una recomendación de reemplazar los carburadores existentes por otros más fiables. Con ello, las pruebas se reanudaron después del 18 de junio de 1943. Un problema de pérdida de combustible fue descubierto en el C-69 y no fue solventado hasta abril de 1944, cuando apareció un nuevo método de sellado de los depósitos de combustible. El sobrecalentamiento, incendios y otros problemas continuaron con los motores R-3350. Esto llevó al punto en el que Lockheed comenzó a dudar de las habilidades de fabricante del motor, Curtiss-Wright. Lockheed sugirió a las USAAF que los motores del C-69 fueran reemplazados por los más fiables radiales R-2800. En su lugar, las USAAF pararon la producción de R-3350 hasta que los problemas que plagaban los motores fuesen solventados. Esto provocó que el desarrollo del C-69 se ralentizara y además, que el avión no fuera declarado una prioridad. Lockheed continuó centrado en construir aviones de combate, mientras que el C-54 Skymaster, el competidor del C-69, ya estaba volando y su producción había sido ordenada oficialmente. 
El segundo C-69 de producción había volado por primera vez en agosto de 1943. Lockheed tenía la esperanza de producir cuatro aviones C-69 hacia el final de 1943, pero debido a la poca importancia del avión para las USAAF, esto no ocurrió. El 16 de abril de 1944, Howard Hughes, una de las personas clave en el desarrollo del Constellation, y propietario de TWA, voló el avión desde Burbank a Washington D. C. en menos de 7 horas, a 557 km/h, al 65% de la potencia motor, como truco publicitario. Esto se realizó con la condición de que el avión fuese entregado a las USAAF cuando llegara a Washington. El avión fue pintado con una librea completa de la TWA aunque todavía mantenía su número de serie militar. También estaba presente en el vuelo el presidente de la TWA, Jack Frye (que pilotó el avión durante la primera parte del viaje, y más tarde entregó los controles a Hughes), y la actriz Ava Gardner, que era novia de Hughes en aquella época. Los otros aviones C-69 fueron usados en diferentes pruebas, de tal manera que el séptimo C-69 voló hasta Fairbanks, Alaska, para ser probado en condiciones árticas. Durante un vuelo, el XC-69 llegó a Wright Field y recogió al famoso aviador Orville Wright, en el que sería su último vuelo en un avión.  A Wright se le permitió tomar los controles del avión momentáneamente durante el vuelo. Incluso comentó que la envergadura del avión era mayor que la distancia de su primer vuelo. El tercer C-69 fue enviado en un vuelo entre Nueva York y París el 14 de agosto de 1945, lo que demostró su capacidad de cruzar el Atlántico. El vuelo de pruebas duró menos de 15 horas y fue volado por una tripulación de la TWA. 

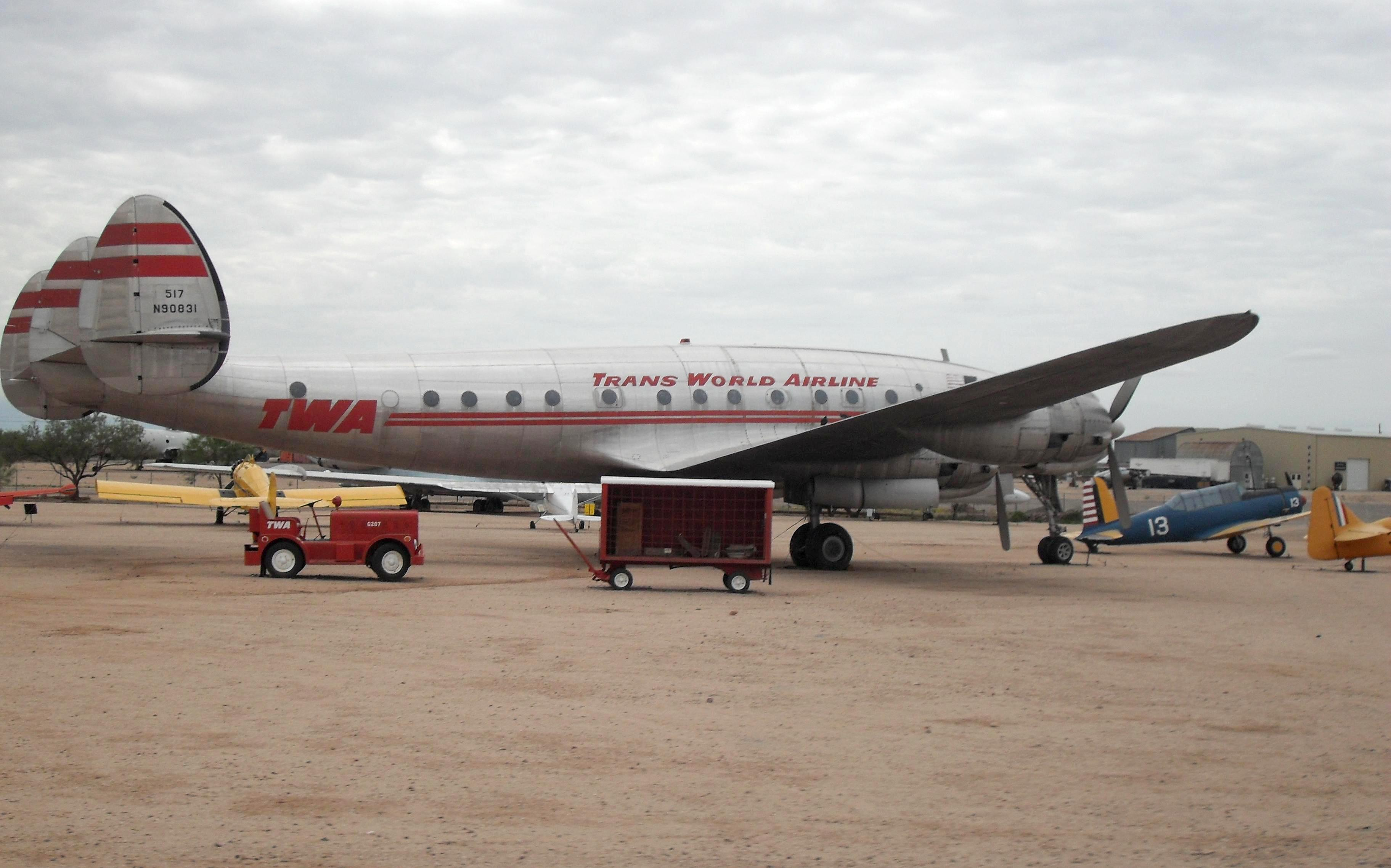
El último C-69 superviviente con los colores de Trans World Airlines en exhibición en el Pima Air and Space Museum.

Desafortunadamente para Lockheed, el C-69 pasó a ser menos importante para el esfuerzo de guerra a medida que pasaba el tiempo, especialmente desde que el curso de la guerra había tornado a favor de los Aliados. Solo una pequeña cantidad de aviones C-69 entraría en servicio en el último año de la guerra. Aun así, Lockheed pudo realizar pruebas a expensas del gobierno para resolver problemas con el diseño del avión. Aunque los problemas con el R-3350 habían sido resueltos, el B-29 tenía prioridad para los motores sobre el C-69. Incluso con todo el esfuerzo desarrollado por Lockheed, las USAAF favorecieron al C-54 Skymaster por encima del C-69. Al final, solo se habían producido 22 C-69 (siete de los  cuales nunca fueron entregados). Excepto el C-69C, los demás C-69 fueron declarados excedentes y vendidos en el mercado civil entre 1946 y 1947. Más tarde volverían a ser convertidos por Lockheed en el avión de pasajeros L-049 para su uso por las compañías aéreas. El prototipo del XC-69 fue convertido en el único XC-69E, que probó la posibilidad de usar el R-2800 en lugar del R-3350. Esto nunca sucedió. El XC-69E fue más tarde vendido a la Hughes Tool Company, solo para ser recomprado por Lockheed, que lo convirtió en el prototipo del L-1049 Super Constellation. Actualmente, sólo existe un antiguo C-69. Este C-69 está en el Pima Air and Space Museum, y está pintado con una librea completa de la TWA. 

## Variantes
| Variante   | Construidos |
| ---------- | ----------- |
| XC-69      | 1           |
| C-69-1-LO  | 16          |
| C-69-5-LO  | 4           |
| C-69C-1-LO | 1           |

XC-69
 Versión prototipo sin presurizar, uno construido.
 C-69
 Versión inicial de transporte de tropas, 13 construidos. Otros siete en construcción, pero convertidos en aviones comerciales L-049 mientras estaban en la línea de  montaje.
 C-69A
 Transporte de tropas con disposición interna diferente a la del C-69. Ninguno construido.
 C-69B
 Transporte de tropas y carga de largo alcance con puerta de carga a la izquierda. Ninguno construido. Designación de compañía L-349.
 C-69C
 Versión de transporte VIP basado en el C-69 inicial. Uno construido. Designación de compañía L-549.
 C-69D
 Transporte VIP con diferentes motores y depósitos extra de aceite y combustible. Ninguno construido.
 XC-69E
 El prototipo XC-69 convertido para usar cuatro radiales Pratt & Whitney R-2800 en lugar de los radiales originales R-3350, con propósitos de realización de pruebas.

## Operadores
Estados Unidos
- Fuerzas Aéreas del Ejército de los Estados Unidos

## Especificaciones (C-69)
Referencia datos: Lockheed Constellation:From Excalibur to Starliner. and Dave's Warbirds.com

### Características generales
- Tripulación: Cuatro
- Capacidad: 65 pasajeros
- Longitud: 29 m (95,2 ft)
- Envergadura: 37,5 m (123 ft)
- Altura: 6,8 m (22,4 ft)
- Superficie alar: 153 m² (1646,9 ft²)
- Peso vacío: 22 700 kg (50 030,8 lb)
- Peso máximo al despegue: 32 700 kg (72 070,8 lb)
- Planta motriz: 4× motor radial de 18 cilindros en dos filas, sobrealimentado y refrigerado por aire Wright R-3350-35 Duplex-Cyclone.
  - Potencia: 1640 kW (2261 HP; 2230 CV) cada uno.

### Rendimiento
- Velocidad máxima operativa (Vno): 531 km/h (330 MPH; 287 kt) a 3000 m
- Velocidad crucero (Vc): 504 km/h (313 MPH; 272 kt)
- Alcance: 3900 km (2106 nmi; 2423 mi)
- Techo de vuelo: 7629 m (25 030 ft)

## Aeronaves relacionadas

### Desarrollos relacionados
- Lockheed Constellation
- Lockheed L-049 Constellation
- Lockheed L-649 Constellation
- Lockheed L-749 Constellation
- Lockheed L-1049 Super Constellation
- Lockheed C-121/R7V Constellation
- Lockheed L-1249 Super Constellation (YC-121F/R7V-2)
- Lockheed EC-121 Warning Star
- Lockheed L-1649 Starliner

### Aeronaves similares
- Boeing B-29 Superfortress
- Boeing 377 Stratocruiser
- Douglas DC-4/C-54 Skymaster
- Douglas DC-6/C-118 Liftmaster
- Douglas DC-7
- Lockheed L-188 Electra
- Republic XF-12 Rainbow
- Bristol Britannia
- Vickers Viscount
- Ilyushin Il-18

### Secuencias de designación
- Secuencia C-_ (Aviones de Carga del USAAC/USAAF/USAF, 1924-1962): ← C-66 - C-67 - C-68 - C-69 - C-70/A/B/C/D - C-71 - C-72 →